# Comuna de Oleszyce
Oleszyce (polaco: Gmina Oleszyce) é uma gminy (comuna) na Polónia, na voivodia de Subcarpácia e no condado de Lubaczowski. A sede do condado é a cidade de Oleszyce.
De acordo com os censos de 2004, a comuna tem 6615 habitantes, com uma densidade 43,6 hab/km².

## Área
Estende-se por uma área de 151,82 km², incluindo:
- área agricola: 48%
- área florestal: 45%

## Demografia
Dados de 30 de Junho 2004:
|                      | Total   | Total | Mulheres | Mulheres | Homens  | Homens |
| -------------------- | ------- | ----- | -------- | -------- | ------- | ------ |
|                      | pessoas | %     | pessoas  | %        | pessoas | %      |
| População            | 6615    | 100   | 3348     | 50,6     | 3267    | 49,4   |
| Densidade (pop./km²) | 43,6    | 100   | 22,1     | 22,1     | 21,5    | 21,5   |

De acordo com dados de 2002, o rendimento médio per capita ascendia a 1324,18 zł.

## Subdivisões
- Borchów, Futory, Nowa Grobla, Stare Oleszyce, Stare Sioło.